# Felix Czeike
Felix Czeike (21 de agosto de 1926, Viena - 23 de abril de 2006, Meran) fue un historiador y educador austriaco. Autor y en parte editor de muchas publicaciones sobre la historia de la ciudad de Viena, así como director del Wiener Stadt- und Landesarchiv (Archivo del Estado y de la ciudad de Viena), entre otros, su principal obra fue el Historische Lexikon Wien (Diccionario histórico de Viena), en 6 volúmenes.

## Biografía
Nacido en el barrio vienés de Favoriten, Felix Czeike estudió Historia, Geografía, Germanística e Historia del arte en la Universidad de Viena, doctorándose en Filosofía en 1950. Desde 1954 trabajó en el Wiener Stadt- und Landesarchiv, haciéndose cargo de su dirección desde 1976 hasta su jubilación en 1989. En 1977 fundó la sección vienesa del Ludwig-Boltzmann-Institut, dedicado al estudio de la historia urbana, que integró en el Stadt- und Landesarchiv, y que dirigió hasta su muerte. De 1993 a 2003 fue presidente de la Vereins für Geschichte der Stadt Wien. En 1979 se le nombró außerordentlichen Universitäts-Professor de la Universidad de Viena, y en 1985 recibió el título de Hofrat (consejero de Estado). 
Czeike siguió dedicándose a la historia de Viena tras su jubilación; de hecho fue entonces cuando publicó su obra maestra, el Historische Lexikon Wien, que apareció de 1992 a 2004 (6 volúmenes, con 3.700 páginas y 30.000 entradas) y que se ha convertido en la obra de referencia de la especialidad, hasta el punto de ser citada por los estudiosos simplemente como "el Czeike". En la elaboración de este diccionario Czeike contó con la ayuda de su mujer Helga, que también fue coautora de otras obras suyas.
Felix Czeike falleció el 26 de abril de 2006 durante un viaje a Meran. Fue enterrado en una tumba conmemorativa del cementerio Hernalser de Viena (Grupo 14, Número 23).

## Premios
- 1986 Goldenes Ehrenzeichen für Verdienste um das Land Wien
- 1990 Österreichisches Ehrenkreuz für Wissenschaft und Kunst 1.Klasse
- 1993 Goldenes Verdienstzeichen des Landes Oberösterreich
- 1996 Ehrenmedaille der Bundeshauptstadt Wien en oro
- 2002 Preis der Stadt Wien für Volksbildung

## Obras (selección)
- Das große Groner-Wien-Lexikon, Viena 1974.
- Wien und seine Bürgermeister. 7 Jh. Wiener Stadtgeschichte, Wien 1974.
- Die Kärntner Straße, Viena 1975.
- Wien. Kunst- u. Kultur-Lexikon, Múnich 1976.
- Unbekanntes Wien. 1870 - 1920, Lucerna 1979.
- Geschichte der Stadt Wien, Viena 1981.
- Das Dorotheum. Vom Versatz- u. Fragamt zum modernen Auktionshaus, Viena 1982.
- Wien. Geschichte in Bilddokumenten, Múnich 1984.
- Historisches Lexikon Wien (6 Bände), Viena 1992–2004.
- Wien. Kunst, Kultur und Geschichte der Donaumetropole, Colonia 1999.

## Enlaces Web
- Bibliografía relacionada con Felix Czeike en el catálogo de la Biblioteca Nacional de Alemania.
- Wiener Zeitung | Ein präziser Erforscher Wiens
- falter.at | Was sagt der Czeike?
- ORF ON Science | Wiener Historiker Felix Czeike gestorben

- Datos: Q114004